# Narragansett Pier
Narragansett Pier es un lugar designado por el censo ubicado en el condado de Washington en el estado estadounidense de Rhode Island. En el año 2000 tenía una población de 3,671 habitantes y una densidad poblacional de 391.3 personas por km².

## Geografía
Narragansett Pier se encuentra ubicado en las coordenadas 41°25′48″N 71°27′59″O / 41.43000, -71.46639. Según la Oficina del Censo, la ciudad tiene un área total de 10,2 km² (3,9 mi²), de la cual 9,4 km² (3,6 mi²) es tierra y 0,8 km² (0,3 mi²) (8.12%) es agua.

## Demografía
Según la Oficina del Censo en 2000 los ingresos medios por hogar en la localidad eran de $39,918, y los ingresos medios por familia eran $65,864. Los hombres tenían unos ingresos medios de $34,726 frente a los $29,792 para las mujeres. La renta per cápita para la localidad era de $26,811. Alrededor del 14.1% de la población estaban por debajo del umbral de pobreza.